# Шозо
Шозо (фр. Chozeau) — коммуна во Франции, находится в регионе Рона — Альпы. Департамент коммуны — Изер. Входит в состав кантона Кремьё. Округ коммуны — Ла-Тур-дю-Пен.
Код INSEE коммуны — 38109. Население коммуны на 1999 год составляло 813 человек. Населённый пункт находится на высоте от 204  до 416  метров над уровнем моря. Муниципалитет расположен на расстоянии около 420 км юго-восточнее Парижа, 30 км восточнее Лиона, 70 км северо-западнее Гренобля. Мэр коммуны — M. Gilles Desvignes, мандат действует на протяжении 2008—2014 гг.
Динамика населения (INSEE):